# Алексис Ципрас
Алексис Ципрас (на гръцки: Αλέξης Τσίπρας; р. 28 юли 1974 в Атина) – гръцки политик, премиер на Гърция, член на парламента на Гърция и ръководител на парламентарната група СИРИЗА от 2009 г.

## Семейство и образование
Ципрас израства в атинския квартал „Екзархия“ като най-малкото, трето дете на семейство от средната класа. Баща му е строителен предприемач от Арта, Епир, а майка му е от Правища, Егейска Македония. Следва специалност строителен инженер в Националната мецовска политехника в Атина. След дипломирането си през 2000 година започва следдипломна квалификация. По време на следдипломната квалификация започва работа като строителен инженер в строителната индустрия. Написва няколко проучвания и проекти свързани с градоустройството на Атина.
Между 2003 и 2004 г. отбива редовната си военна служба във Военноморските сили на Гърция.
Ципрас съжителства с IT-инженера Перистера Базиана, с която има две деца.

## Навлизане в политиката
В края на 80-те години се присъединява към възроденото ляво движение в Гърция. В началото на 90-те години се занимава с политически активизъм, главно насочен срещу спорния закон на тогавашния министър Василис Контогиянопулос. Добива известност като застъпник на студентското движение. След оттеглянето на Комунистическата партия на Гърция от Синаспизмос, Ципрас остава в коалицията. Като секретар на младежкото крило на Синаспизмос взима активно участие в процеса на създаването на гръцкия социален форум и участва във всичките международни протести и маршове против неолибералната глобализация. През декември 2004 година, на Четвъртия конгрес на Синаспизмос, е избран за член на централния коитет, където е отговорник по образователните и младежките въпроси.
На петия конгрес на Синаспизмос на 10 февруари 2008 г. е избран за председател на партията, след като предишния председател Алеко Алаванос не се кандидатира по лични причини. По това време Ципрас е на 33 години, с което става най-младият ръководител на гръцка политическа партия от 1931 г. насам.
През 2009 година, на Парламентарните избори в Гърция е избран за член на парламента на Гърция като представител на изборна единица в Атина. СИРИЗА го избира единодушно за ръководител на парламентарната група.

## Министър-председател на Гърция
На предсрочните парламентарни избори, проведени на 25 януари 2015 г., „Kоалицията на радикалната левица“ (СИРИЗА) печели 36,3% от гласовете. В Гърция партията с най-добър резултат на изборите получава 50 допълнителни места в парламента, за да може да излъчи дееспособно правителство. Така Сириза спечелва 149 от 300 места в парламента. На следващия ден Сириза договаря коалиция с консервативната партия „Независими гърци“ (АНЕЛ). В същия ден Ципрас е назначен за министър-председател от президента Каролос Папуляс, с което става най-младият министър-председател на Гърция от 1865 г. насам.